# Канцлер казначейства Великобритании
Канцлер казначейства Великобритании (англ. The Chancellor of the Exchequer) — официальное наименование министерской должности в Кабинете Великобритании, ответственной за экономические и финансовые вопросы, а также контроль за Казначейством Его Величества (His Majesty's Treasury). Эта должность примерно соответствует должностям Министр финансов или Секретарь казначейства в других странах. В самой Великобритании, члена Кабинета Правительства, занимающего эту должность, зачастую называют просто «Канцлер». Эта должность входит в число четырёх Высших должностей государства (англ. Great Offices of State).
Канцлер также обычно является Вторым лордом казначейства (англ. Second Lord of the Treasury — членом комитета, исполняющим обязанности Лорда-казначея, одного из девяти высших сановников государства (англ. Great Officers of State). Возглавляет данный комитет Первый лорд казначейства, которым обычно является премьер-министр, что подчёркивает важность финансов и экономики в деятельности правительства. Хотя формально руководство казначейством является коллегиальным, именно канцлер занимается текущими вопросами министерства.
Канцлер является третьей старейшей главной государственной должностью в истории Англии и, первоначально, лица, занимавшие эту должность отвечали за т. н. Палату шахматной доски, средневековый английский институт сбора королевских доходов. До недавнего времени Канцлер контролировал денежную политику, но после получения Банком Англии независимости в вопросах контроля процентной ставки в 1997 году, Канцлер перестал влиять на это. Канцлер также надзирает за общественными расходами подразделений Правительства.
Эту должность не следует путать с правительственными должностями Лорда-канцлера или Канцлера герцогства Ланкастерского (именуется обычно полностью, занимается политиками в пред-отставке либо наоборот — имеющими надежду на занятие более важной должности в ближайшем будущем), должностью Канцлера Высшего Суда или Лорда Шефа Палаты Шахматной доски.

## Роль и ответственность

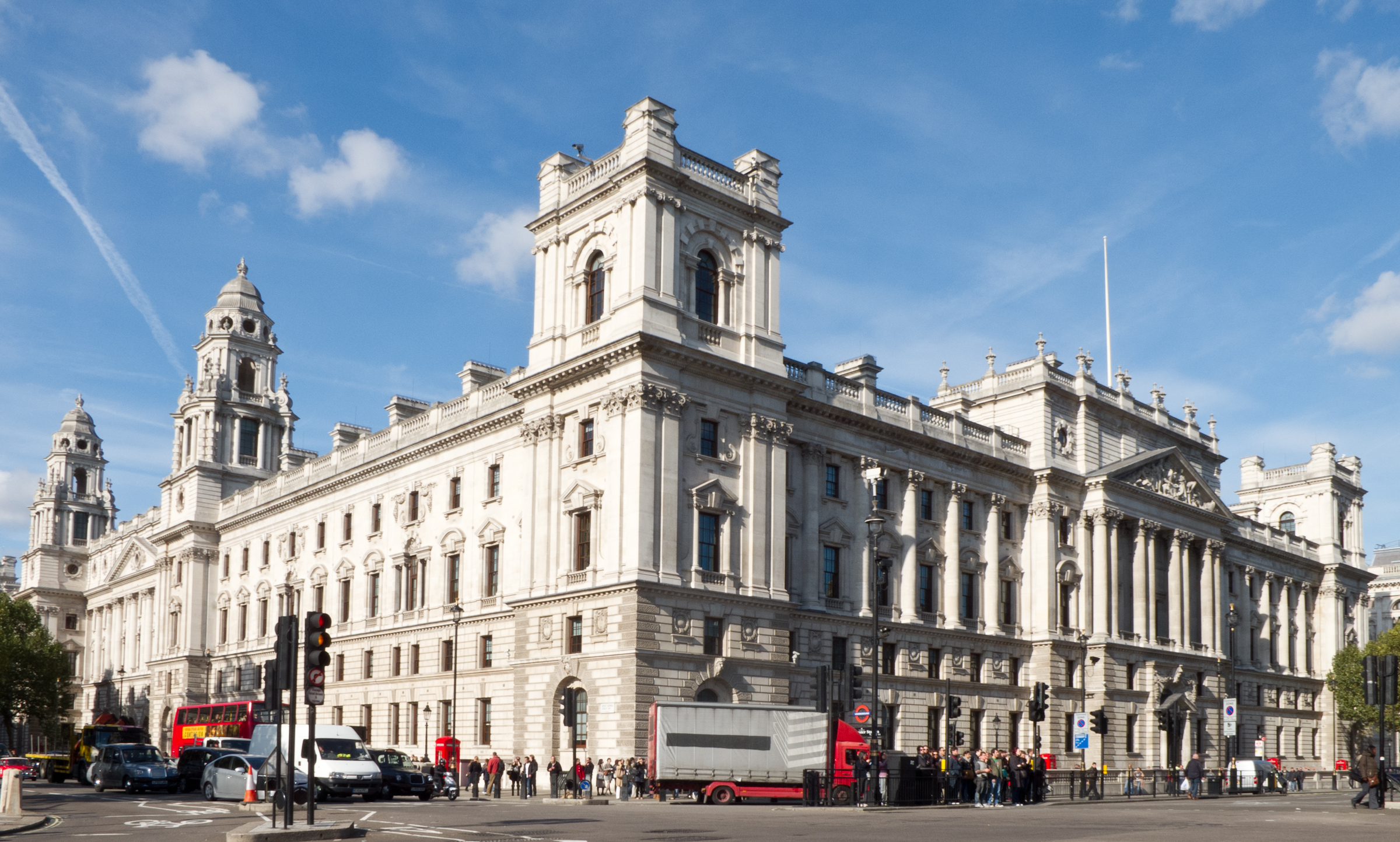
Казначейство, Уайтхолл

### Налоговая политика
Канцлер имеет существенный контроль над другими подразделениями правительства, так как именно Казначейство устанавливает лимиты расходов. Реальная власть конкретного Канцлера во многом зависит от его персональных качеств, его статуса в партии и его отношений с премьер-министром. Гордон Браун, занявший позицию Канцлера с приходом Лейбористского правительства в 1997, имел сильную личную поддержку в партии, что, в конце концов, привело к выбору его кандидатуры в качестве нового премьер-министра.

### Денежная политика
Хотя Банк Англии в настоящее время самостоятельно отвечает за устанавливаемую процентную ставку, Канцлер также играет важную роль в денежной политике государства. Он устанавливает цель инфляции, в соответствии с которой Банк Англии и устанавливает процентную ставку. Канцлер также имеет право назначать четырёх из девяти членов банковского Комитета по Денежной политике — т. н. «внешних» участников. Канцлер имеет сильное влияние в вопросах назначения Главы Банка Англии и его заместителей.

### Официальная резиденция
Официальная резиденция Канцлера расположена по адресу Даунинг-стрит, 11 (англ. No. 11 Downing Street).

### Бюджетный портфель
По традиции, Канцлер приносит текст своей бюджетной речи, которую он должен произнести перед Палатой общин, в особенном красном портфеле. Красный портфель Канцлера идентичен портфелям, используемым другими министрами для переноски официальных бумаг, но обладает большей известностью под названием «Бюджетный портфель», (англ. Budget Box), так как обычно Канцлер демонстрирует свой портфель с бюджетной речью прессе, утром, перед произнесением самой речи в Парламенте.
Оригинальный бюджетный портфель был впервые использован Уильямом Гладстоном в 1860 году и продолжал использоваться до 1965 года, когда Джеймс Каллаган стал первым Канцлером, нарушившим традицию и использовавшим более новый портфель.

## Список Канцлеров казначейства с 1559

### Канцлеры казначейства Англии
| Имя                                      | Период                         |
| ---------------------------------------- | ------------------------------ |
| Харви де Стэнтон                         | 1316—1327                      |
| Томас Кромвель                           | 1533—1540                      |
| Сэр Джон Бэйкер                          | ок. 1558                       |
| Ричард Сэквилл                           | 1559—1566                      |
| Уолтер Майлдмей                          | 1566—1589                      |
| Джон Фортескью из Салдена                | 1589—1603                      |
| Джордж Хоум, 1-й граф Данбар             | 1603—1606                      |
| Сэр Джулиус Цезарь (судья)               | 1606—1614                      |
| Фулк Гревилль, 1-й барон Брук            | 1614—1621                      |
| Ричард Уэстон                            | 1621—1628                      |
| Эдвард Барретт из Ньюбурга               | 1628—1629                      |
| Френсис Коттингтон, 1-й барон Коттингтон | 1629—1642                      |
| Джон Калпепер, 1-й барон Калпепер        | 1642—1643                      |
| Эдуард Хайд                              | 19 июля 1642—1646              |
| Энтони Эшли Купер, 1-й граф Шефтсбери    | 13 мая 1661 — 22 ноября 1672   |
| Сэр Джон Данкомб                         | 22 ноября 1672 — 2 мая 1676    |
| Сэр Джон Эрнл                            | 2 мая 1676 — 9 апреля 1689     |
| Генри Буз, 1-й граф Уоррингтон           | 9 апреля 1689 — 18 марта 1690  |
| Ричард Хемпден                           | 18 марта 1690 — 10 мая 1694    |
| Чарльз Монтегю, 1-й граф Галифакс        | 10 мая 1694 — 2 июня 1699      |
| Джон Смит                                | 2 июня 1699 — 27 марта 1701    |
| Генри Бойл, 1-й барон Карлетон           | 27 марта 1701 — 22 апреля 1708 |

### Канцлеры казначейства Великобритании

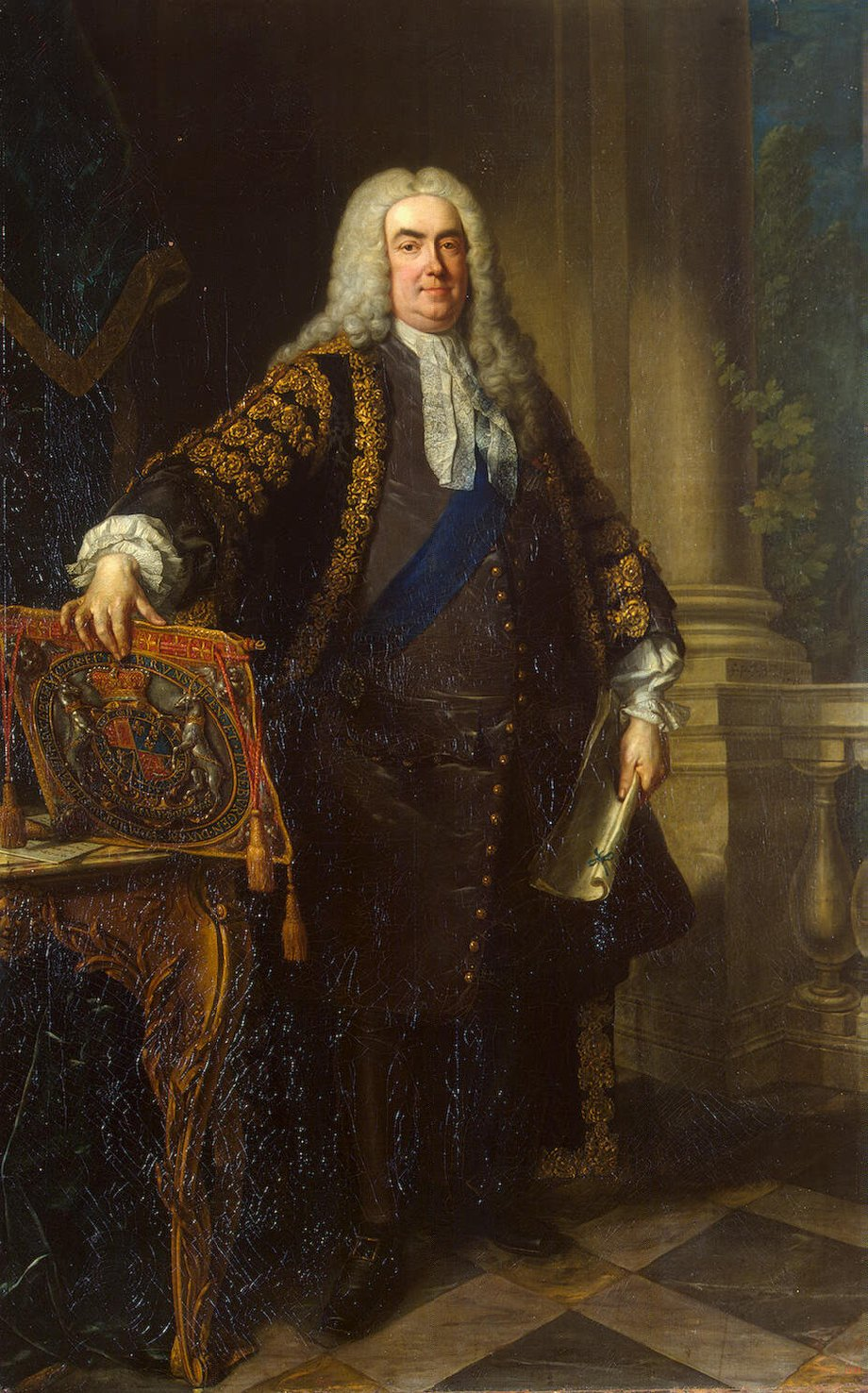
Роберт Уолпол, де-факто первый Премьер-министр Великобритании, который также был Канцлером казначейства более 22 лет

| Имя                                 | Период                            |
| ----------------------------------- | --------------------------------- |
| Джон Смит (канцлер казначейства)    | 22 апреля 1708 — 11 августа 1710  |
| Роберт Харли, 1-й граф Оксфорд      | 11 августа 1710 — 4 июня 1711     |
| Роберт Бэнсон, 1-й барон Бингли     | 4 июня 1711 — 21 августа 1713     |
| сэр Уильям Уиндхем                  | 21 августа 1713 — 13 октября 1714 |
| сэр Ричард Онслоу, 1-й барон Онслоу | 13 октября 1714 — 12 октября 1715 |
| Роберт Уолпол                       | 12 октября 1715 — 15 апреля 1717  |
| Джеймс Стэнхоуп, 1-й граф Стэнхоуп  | 15 апреля 1717 — 20 марта 1718    |
| Джон Эйслеби                        | 20 марта 1718 — 23 января 1721    |
| сэр Джон Пратт                      | 2 февраля — 3 апреля 1721         |
| сэр Роберт Уолпол                   | 3 апреля 1721 — 12 февраля 1742   |
| Сэмюэл Сандис, 1-й барон Сандис     | 12 февраля 1742 — 12 декабря 1743 |
| Генри Пелхэм                        | 12 декабря 1743 — 8 марта 1754    |
| сэр Уильям Ли                       | 8 марта — 6 апреля 1754           |
| Генри Билсон Легге                  | 6 апреля, 1754 — 25 ноября, 1755  |
| сэр Джордж Литтлтон                 | 25 ноября 1755 — 16 ноября 1756   |
| Генри Билсон Легге                  | 16 ноября 1756 — 13 апреля 1757   |
| Уильям Мюррей, 1-й граф Мэнсфилд    | 13 апреля — 2 июля 1757           |
| Генри Билсон Легге                  | 2 июля 1757 — 19 марта 1761       |
| Уильям Баррингтон                   | 19 марта 1761 — 29 мая 1762       |
| сэр Френсис Дэшвуд                  | 29 мая 1762 — 16 апреля 1763      |
| Джордж Гренвиль                     | 16 апреля 1763 — 16 июля 1765     |
| Уильям Доудсвелл                    | 16 июля 1765 — 2 августа 1766     |
| Чарльз Таунсенд                     | 2 августа 1766 — 4 сентября 1767  |
| Фредерик Норт                       | 11 сентября 1767 — 27 марта 1782  |
| лорд Джон Кавендиш                  | 27 марта — 10 июля 1782           |
| Уильям Питт (младший)               | 10 июля 1782 — 31 марта 1783      |
| лорд Джон Кавендиш                  | 2 апреля — 19 декабря 1783        |
| Уильям Питт (младший)               | 19 декабря 1783 — 14 марта 1801   |

### Канцлеры казначейства Соединенного Королевства

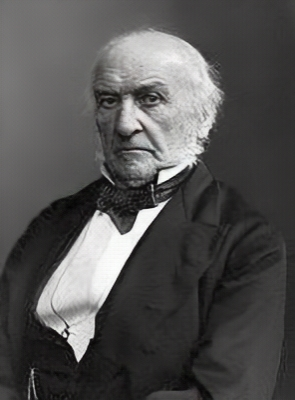
Уильям Гладстон, четыре раза занимал должность Канцлера казначейства

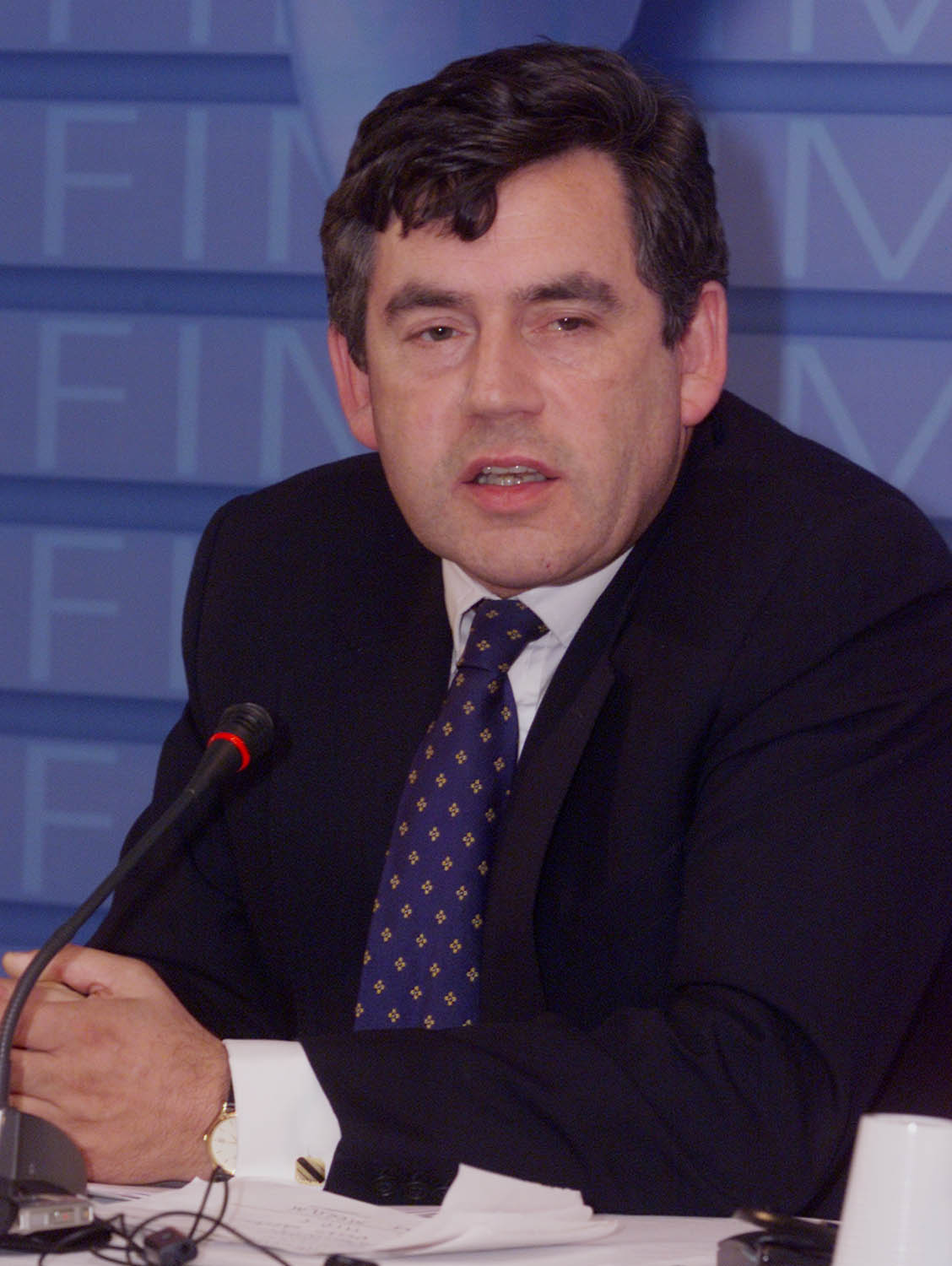
Гордон Браун, Канцлер от лейбористской партии в 1997—2007

| Наименование                   | Партия                                                                       | Период                            |
| ------------------------------ | ---------------------------------------------------------------------------- | --------------------------------- |
| Генри Эддингтон                | Тори                                                                         | 14 марта 1801 — 10 мая 1804       |
| Уильям Питт (младший)          | Тори                                                                         | 10 мая 1804 — 23 января 1806      |
| Лорд Генри Петти               | Виги                                                                         | 5 февраля 1806 — 26 марта 1807    |
| Спенсер Персеваль              | Тори                                                                         | 26 марта 1807 — 12 мая 1812       |
| Николас Ванситтарт             | Тори                                                                         | 12 мая 1812 — 31 января 1823      |
| Фредерик Джон Робинсон         | Тори                                                                         | 31 января 1823 — 20 апреля 1827   |
| Джордж Каннинг                 | Тори                                                                         | 20 апреля — 8 августа 1827        |
| Чарльз Эбботт, лорд Тентерден  | Тори                                                                         | 8 августа — 3 сентября 1827       |
| Джон Чарльз Херриес            | Тори                                                                         | 3 сентября 1827 — 26 января 1828  |
| Генри Голберн                  | Тори                                                                         | 26 января 1828 — 22 ноября 1830   |
| Спенсер, Джон, виконт Элторп   | Виги                                                                         | 22 ноября 1830 — 14 ноября 1834   |
| Томас Денман, 1-й барон Денман | Виги                                                                         | 15 ноября — 15 декабря 1834       |
| Роберт Пиль                    | Консервативная партия                                                        | 2 декабря 1834 — 8 апреля 1835    |
| Томас Спринг Райс              | Виги                                                                         | 18 апреля 1835 — 26 августа 1839  |
| Сэр Френсис Бэринг             | Виги                                                                         | 26 августа 1839 — 30 августа 1841 |
| Генри Голберн                  | Консервативная партия                                                        | 3 сентября 1841 — 27 июня 1846    |
| Сэр Чарльз Вуд                 | Либеральная партия                                                           | 6 июля 1846 — 21 февраля 1852     |
| Бенджамин Дизраэли             | Консервативная партия                                                        | 27 февраля — 17 декабря 1852      |
| Уильям Гладстон                | Либеральная партия                                                           | 28 декабря 1852 — 28 февраля 1855 |
| Сэр Джордж Корнуолл Льюис      | Либеральная партия                                                           | 28 февраля 1855 — 21 февраля 1858 |
| Бенджамин Дизраэли             | Консервативная партия                                                        | 26 февраля 1858 — 11 июня 1859    |
| Уильям Гладстон                | Либеральная партия                                                           | 18 июня 1859 — 26 июня 1866       |
| Бенджамен Дизраэли             | Консервативная партия                                                        | 6 июля 1866 — 29 февраля 1868     |
| Джордж Уорт Хант               | Консервативная партия                                                        | 29 февраля — 1 декабря 1868       |
| Роберт Лоу                     | Либеральная партия                                                           | 9 декабря 1868 — 11 августа 1873  |
| Уильям Гладстон                | Либеральная партия                                                           | 11 августа 1873 — 17 февраля 1874 |
| Сэр Стаффорд Норткот           | Консервативная партия                                                        | 21 февраля 1874 — 21 апреля 1880  |
| Уильям Гладстон                | Либеральная партия                                                           | 28 апреля 1880 — 16 декабря 1882  |
| Хью Чайлдерс                   | Либеральная партия                                                           | 16 декабря 1882 — 9 июня 1885     |
| Сэр Майкл Хикс Бич             | Консервативная партия                                                        | 24 июня 1885 — 28 января 1886     |
| Сэр Уильям Вернон Харкорт      | Либеральная партия                                                           | 6 февраля — 20 июля 1886          |
| Лорд Рэндольф Черчилль         | Консервативная партия                                                        | 3 августа — 22 декабря 1886       |
| Гошен, Джордж Иоахим           | Либерально- юнионисткая партия                                               | 14 января 1887 — 11 августа 1892  |
| Сэр Уильям Вернон Харкорт      | Либеральная партия                                                           | 18 августа 1892 — 21 июня 1895    |
| Сэр Майкл Хикс Бич             | Консервативная партия                                                        | 29 июня 1895 — 11 августа 1902    |
| Чарльз Ритчи                   | Консервативная партия                                                        | 11 августа 1902 — 9 октября 1903  |
| Остин Чемберлен                | Либерально-юнионистская партия                                               | 9 октября 1903 — 4 декабря 1905   |
| Герберт Асквит                 | Либеральная партия                                                           | 10 декабря 1905 — 12 апреля 1908  |
| Дэвид Ллойд Джордж             | Либеральная партия                                                           | 12 апреля 1908 — 25 мая 1915      |
| Реджинальд Маккенна            | Либеральная партия                                                           | 25 мая 1915 — 10 декабря 1916     |
| Эндрю Бонар Лоу                | Консервативная партия                                                        | 10 декабря 1916 — 10 января 1919  |
| Остин Чемберлен                | Консервативная партия                                                        | 10 января 1919 — 1 апреля 1921    |
| Роберт Хорн                    | Консервативная партия                                                        | 1 апреля 1921 — 19 октября 1922   |
| Стэнли Болдуин                 | Консервативная партия                                                        | 27 октября 1922 — 27 августа 1923 |
| Невилл Чемберлен               | Консервативная партия                                                        | 27 августа 1923 — 22 января 1924  |
| Филлип Сноуден                 | Лейбористская партия                                                         | 22 января — 3 ноября 1924         |
| Уинстон Черчилль               | Консервативная партия                                                        | 6 ноября 1924 — 4 июня 1929       |
| Филлип Сноуден                 | Лейбористская партия (1929-31) Национальная лейбористская организация (1931) | 7 июня 1929 — 5 ноября 1931       |
| Невилл Чемберлен               | Консервативная партия                                                        | 5 ноября 1931 — 28 мая 1937       |
| Сэр Джон Саймон                | Национальная либеральная партия                                              | 28 мая 1937 — 12 мая 1940         |
| Сэр Кингсли Вуд                | Консервативная партия                                                        | 12 мая 1940 — 21 сентября 1943    |
| Сэр Джон Андерсон              | Правительство Национального Единства                                         | 24 сентября 1943 — 26 июля 1945   |
| Хью Далтон                     | Лейбористская партия                                                         | 27 июля 1945 — 13 ноября 1947     |
| Сэр Стаффорд Криппс            | Лейбористская партия                                                         | 13 ноября 1947 — 19 октября 1950  |
| Хью Гайтскелл                  | Лейбористская партия                                                         | 19 октября 1950 — 26 октября 1951 |
| Рэб Батлер                     | Консервативная партия                                                        | 28 октября 1951 — 20 декабря 1955 |
| Гарольд Макмиллан              | Консервативная партия                                                        | 20 декабря 1955 — 13 января 1957  |
| Питер Торникрофт               | Консервативная партия                                                        | 13 января 1957 — 6 января 1958    |
| Дерик Хескот Эймори            | Консервативная партия                                                        | 6 января 1958 — 27 июля 1960      |
| Селвин Ллойд                   | Консервативная партия                                                        | 27 июля 1960 — 13 июля 1962       |
| Реджинальд Модлинг             | Консервативная партия                                                        | 13 июля 1962 — 16 октября 1964    |
| Джеймс Каллаган                | Лейбористская партия                                                         | 16 октября 1964 — 30 ноября 1967  |
| Рой Дженкинс                   | Лейбористская партия                                                         | 30 ноября 1967 — 19 июня 1970     |
| Иан Норман Маклеод             | Консервативная партия                                                        | 20 июня — 20 июля 1970            |
| Энтони Барбер                  | Консервативная партия                                                        | 25 июля 1970 — 4 марта 1974       |
| Денис Хили                     | Лейбористская партия                                                         | 5 марта 1974 — 4 мая 1979         |
| Сэр Джеффри Хау                | Консервативная партия                                                        | 5 мая 1979 — 11 июня 1983         |
| Найджел Лоусон                 | Консервативная партия                                                        | 11 июня 1983 — 26 октября 1989    |
| Джон Мэйджор                   | Консервативная партия                                                        | 26 октября 1989 — 28 ноября 1990  |
| Норман Ламонт                  | Консервативная партия                                                        | 28 ноября 1990 — 27 мая 1993      |
| Кеннет Кларк                   | Консервативная партия                                                        | 27 мая 1993 — 2 мая 1997          |
| Гордон Браун                   | Лейбористская партия                                                         | 2 мая 1997 — 27 июня 2007         |
| Алистер Дарлинг                | Лейбористская партия                                                         | 28 июня 2007 — 11 мая 2010        |
| Джордж Осборн                  | Консервативная партия                                                        | 11 мая 2010 — 13 июля 2016        |
| Филип Хэммонд                  | Консервативная партия                                                        | 13 июля 2016 — 24 июля 2019       |
| Саджид Джавид                  | Консервативная партия                                                        | 24 июля 2019 — 13 февраля 2020    |
| Риши Сунак                     | Консервативная партия                                                        | 13 февраля 2020 — 5 июля 2022     |
| Надхим Захави                  | Консервативная партия                                                        | 5 июля — 6 сентября 2022          |
| Квази Квартенг                 | Консервативная партия                                                        | 6 сентября — 14 октября 2022      |
| Джереми Хант                   | Консервативная партия                                                        | 14 октября 2022 — 5 июля 2024     |
| Рэйчел Ривз                    | Лейбористская партия                                                         | 5 июля 2024 —                     |